# Mlungisi Dlamini
Mlungisi Mxolisi Innocent Dlamini (ur. 29 maja 1982, Bergville  – zm. 29 stycznia 2010, k. Harrismith) – południowoafrykański bokser, mistrz świata w wadze lekkiej organizacji WBF (2007-2010) i IBO (2009-2010).
Profesjonalny bokserski debiut zanotował w 2000 roku. Będąc niepokonanym w 15 walkach z rzędu, otrzymał szansę walki o mistrzostwo świata WBF w wadze lekkiej. 9 marca 2007 roku w pojedynku o tytuł pokonał w Nelspruit przez techniczny nokaut Argentyńczyka Ivana Orlando Bustosa (ówczesny bilans 21-9-3). Następnie w latach 2008-2009 czterokrotnie obronił pas. 
W dniu 31 października 2009 roku w Kempton Park zdobył również wakujące mistrzostwo organizacji IBO, nokautując w 3. rundzie swojego rodaka Zolaniego Marali (20-3-0).
W kwietniu 2010 roku miał zmierzyć się z Paulusem Mosesem (25-0-0) o mistrzostwo świata prestiżowej organizacji WBA. Do walki tej jednak nie doszło ze względu na śmierć Dlaminiego, który 29 stycznia zginął w wypadku samochodowym w pobliżu miasta Harrismith. W chwili śmierci był uznawany za jednego z najbardziej utalentowanych południowoafrykańskich bokserów; był niepokonany w 22 zawodowych walkach.